# Diario di un ultimo
Diario di un ultimo è il settimo album in studio del gruppo musicale Folkstone, pubblicato l'8 marzo 2019 dall'etichetta Folkstone Records.

## Tracce
1. Astri – 4:00
2. Diario di un ultimo – 3:10
3. La maggioranza – 3:28
4. Elicriso (c'era un pazzo) – 3:54
5. Naufrago – 3:41
6. Danza verticale – 3:36
7. La collina – 4:13
8. Una sera – 3:37
9. Spettro – 4:21
10. In assenza di rumore – 3:58
11. Il grammo di un'ora – 3:50
12. Fossile – 3:45
13. Escludimi – 4:03
14. I miei giorni – 3:41